# Mooney M20V
Le Mooney M20V Acclaim Ultra est une évolution du Mooney M20TN Acclaim avec notamment
- une porte côté pilote,
- une avionique améliorée,
- un intérieur renouvelé,
- une verrière partiellement en composite.

Il est équipé du Garmin G1000 NXi.
Il a été certifié aux États-Unis le 22 mars 2017.
Il est annoncé à un prix de 769 000 dollars hors taxes.